# Justicia japurensis
Justicia japurensis är en akantusväxtart som beskrevs av Profice. Justicia japurensis ingår i släktet Justicia och familjen akantusväxter. Inga underarter finns listade i Catalogue of Life.